# Reuzentrap

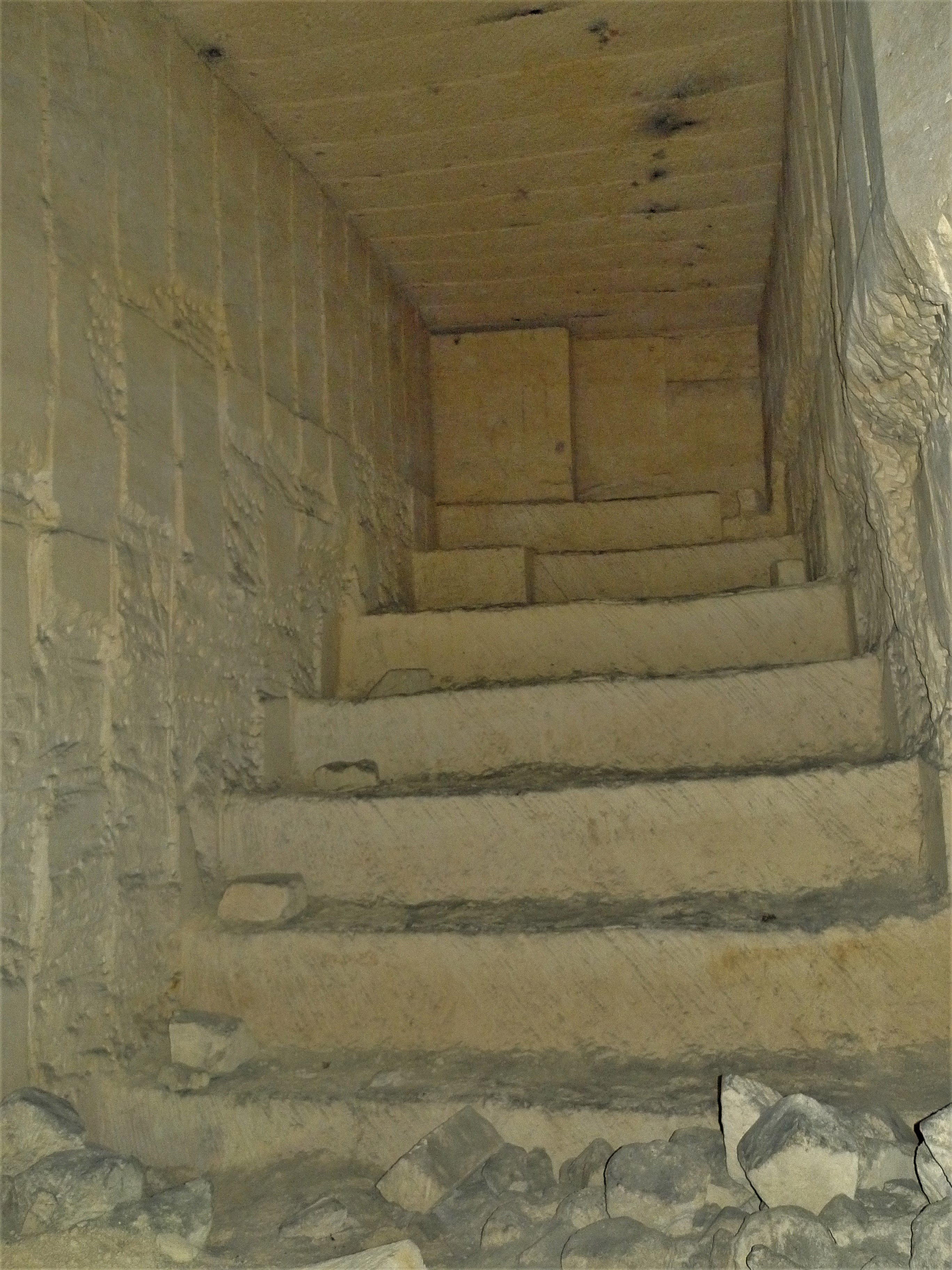
De hier afgebeelde reuzentrap is de laatste ontginning in de groeve het Avergat te Kanne

De reuzentrap of reuzentrapmethode is een blokbreekmethode die wordt toegepast bij de ontginning van Limburgse mergel in bepaalde mergelgroeves in de Luiks-Limburgse Maasvallei, meer specifiek in de groeves Avergat en De Keel in de Louwberg te Kanne (B.) en in de groeve Zonneberg in de Sint-Pietersberg te Maastricht.

## Ontstaan en voordelen
In deze groeves worden de mergelgangen in één keer vanaf het plafond tot aan de vloer ontgonnen in een specifieke blokmaat, genaamd "Kannerblok" (afmetingen: 25 cm hoog, 20 cm breed en 45 cm lengte). Door de slechte kwaliteit kalksteen ter plaatse was de meer gebruikelijke Sibber ontginningsmethode niet mogelijk. Bij de Sibber blokbreekmethode liet men namelijk een 'mergelstoel' van ongeveer 85 × 54 × 54 cm (h × b × l) omvallen, om deze vervolgens in kleinere blokken te verzagen. Om zoveel mogelijk bruikbare blokken uit een stoel te krijgen ontstonden vaak blokken van verschillende afmetingen. De inferieure mergelkwaliteit van het Avergat liet dat niet toe; de stoel zou bij het omvallen in honderden stukken uiteenspatten. Daardoor is er vanaf circa 1800 een methode ontwikkeld waarbij de Kannerblokken rechtstreeks uit het moedergesteente werden gezaagd, via de zogenaamde ‘reuzentrap’, dus zonder eerst een mergelstoel uit te breken. Deze methode bleek zeer effectief en had meerdere voordelen:
1. er was minder afval;
2. de blokken braken niet in stukken;
3. er konden meerdere mensen in hetzelfde werkfront bezig zijn;
4. minder gesjouw met blokken van honderden kilo's;
5. beter transporteerbaar;
6. de blokken hadden allemaal dezelfde afmetingen, waardoor het merken van het leger voor de juiste ligging in de bouw niet meer nodig was.

De reuzentrapmethode is in het Avergat ontstaan en geperfectioneerd. De blokbrekers waren zeer bekwaam en precies. De gangen die door hun noeste ondergrondse arbeid ontstonden lijken op kathedraalachtige ruimten van 8-10 meter hoogte en 4 meter breedte. Deze winningswijze werd ook in andere groeven toegepast, waaronder Groeve De Keel onder de Louwberg (B) en in de Sint-Pietersberg (NL), maar zelden zo mooi als in het Avergat te Kanne.

## Methode

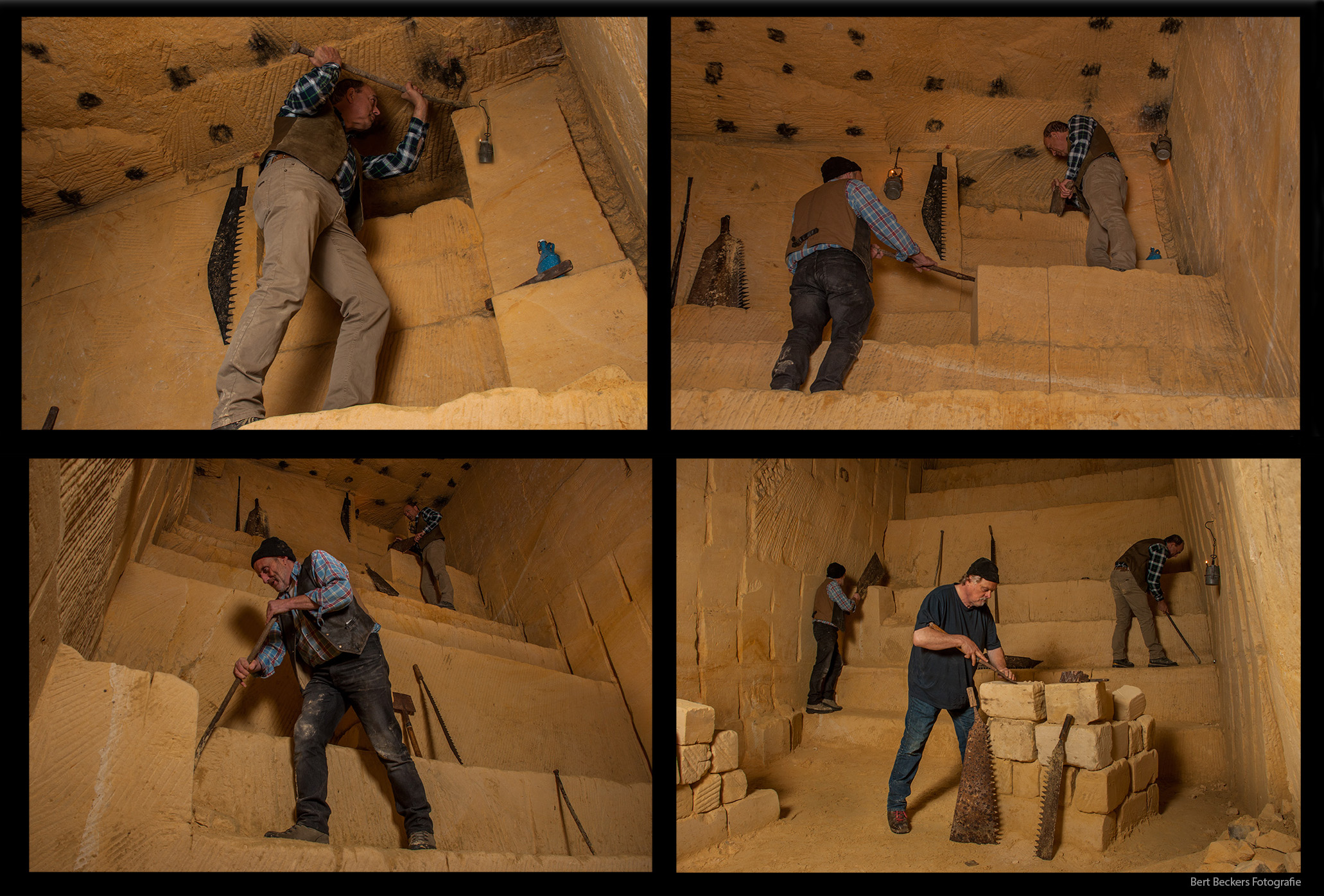
Vier fasen in de ontginning volgens de reuzentrapmethode

Bij de reuzentrapontginning begint men, net als bij andere blokbreekmethoden, altijd bij het plafond (aan de bovenkant van de gang). Daar wordt een eerste blok 50 cm diep uit het werkfront gekapt. Vanuit dit gat kan de blokbreker dan links en rechts andere blokken langs de achterkant loskappen over de hele gangbreedte van (meestal) 4 meter. Daarna herhaalt zich het proces en wordt de eerste trede aan de voet nog eens 50 cm uitgediept (foto linksboven). Op die manier ontstaat een eerste trapje van twee treden. Vervolgens wordt op de hoogste trede weer naar voren gewerkt (foto rechtsboven). Trede 1 en 2 worden weer uitgediept (foto linksonder). Als dit zevenmaal herhaald wordt, is een trap ontstaan met zeven treden van elk 50 cm diepte en hoogte. De hoogste trede laat voldoende ruimte onder het plafond om comfortabel verder te werken. De trapvorm blijft daarna gehandhaafd; men werkt op elke trede weer 50 cm naar voren en dat herhaalt zich telkens weer (foto rechtsonder). Meestal waren aan het werkfront drie mannen actief: één blokbreker werkt alleen op de eerste (hoogste) trede en twee anderen werken de andere treden verder uit met stootbeitels van 1,5 m. De blokken die niet helemaal haaks zijn worden bijgeschaafd, eveneens te zien op de foto rechtsonder. In het Avergat zijn op deze wijze gangen van 8-10 meter hoogte ontgonnen.